# Ziquis
Els ziquis (en llatí: Zicchi o Zinchi o Zingi, en grec antic Ζικχοί o Ζιγχοί), van ser un poble salvatge dedicat a la pirateria, de la Sarmàcia asiàtica, a la costa del Pont Euxí, entre els saniges (sanigae) i els aquais (Achaei), probablement al Caucas. A més dels autors citats, en parlen també l'historiador Procopi i Estrabó, que els anomena Ζυγοί.